# Aporosa lagenocarpa
Aporosa lagenocarpa är en emblikaväxtart som beskrevs av Airy Shaw. Aporosa lagenocarpa ingår i släktet Aporosa och familjen emblikaväxter. Inga underarter finns listade i Catalogue of Life.